# Comuna Stankuvate, Vilșanka
Stankuvate (în ucraineană Станкувате) este o comună în raionul Vilșanka, regiunea Kirovohrad, Ucraina, formată din satele Mala Maznîțea și Stankuvate (reședința).

## Demografie
Componența lingvistică a comunei Stankuvate
     Ucraineană (71,4%)
     Bulgară (20,62%)
     Română (5,06%)
     Rusă (2,53%)
     Alte limbi (0,39%)
Conform recensământului din 2001, majoritatea populației comunei Stankuvate era vorbitoare de ucraineană (71,4%), existând în minoritate și vorbitori de bulgară (20,62%), română (5,06%) și rusă (2,53%).